# Brevíssima relació de la destrucció de les Índies

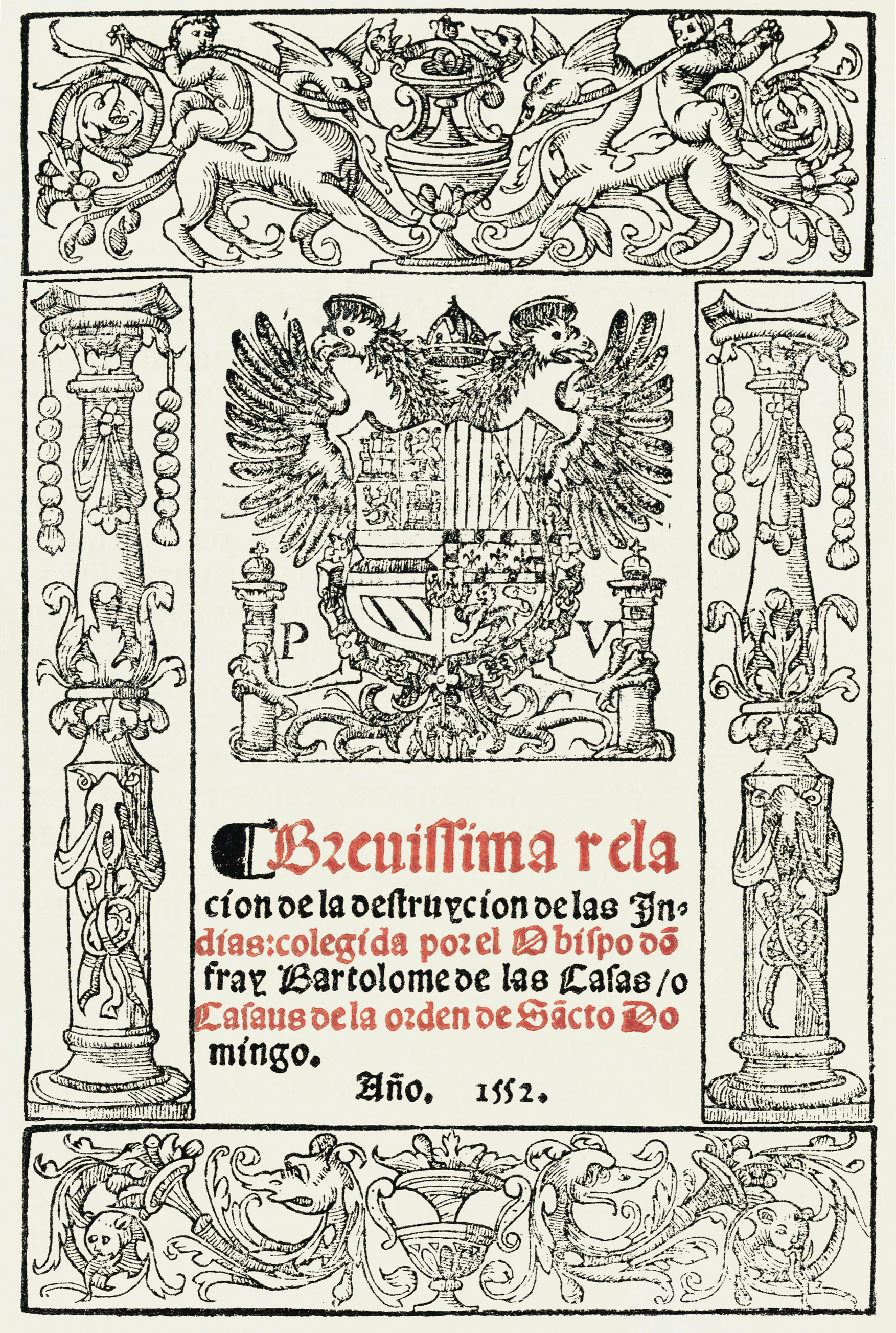
Portada de Brevísima relación de la destrucción de las Indias (1552), Bartolomé de las Casas.

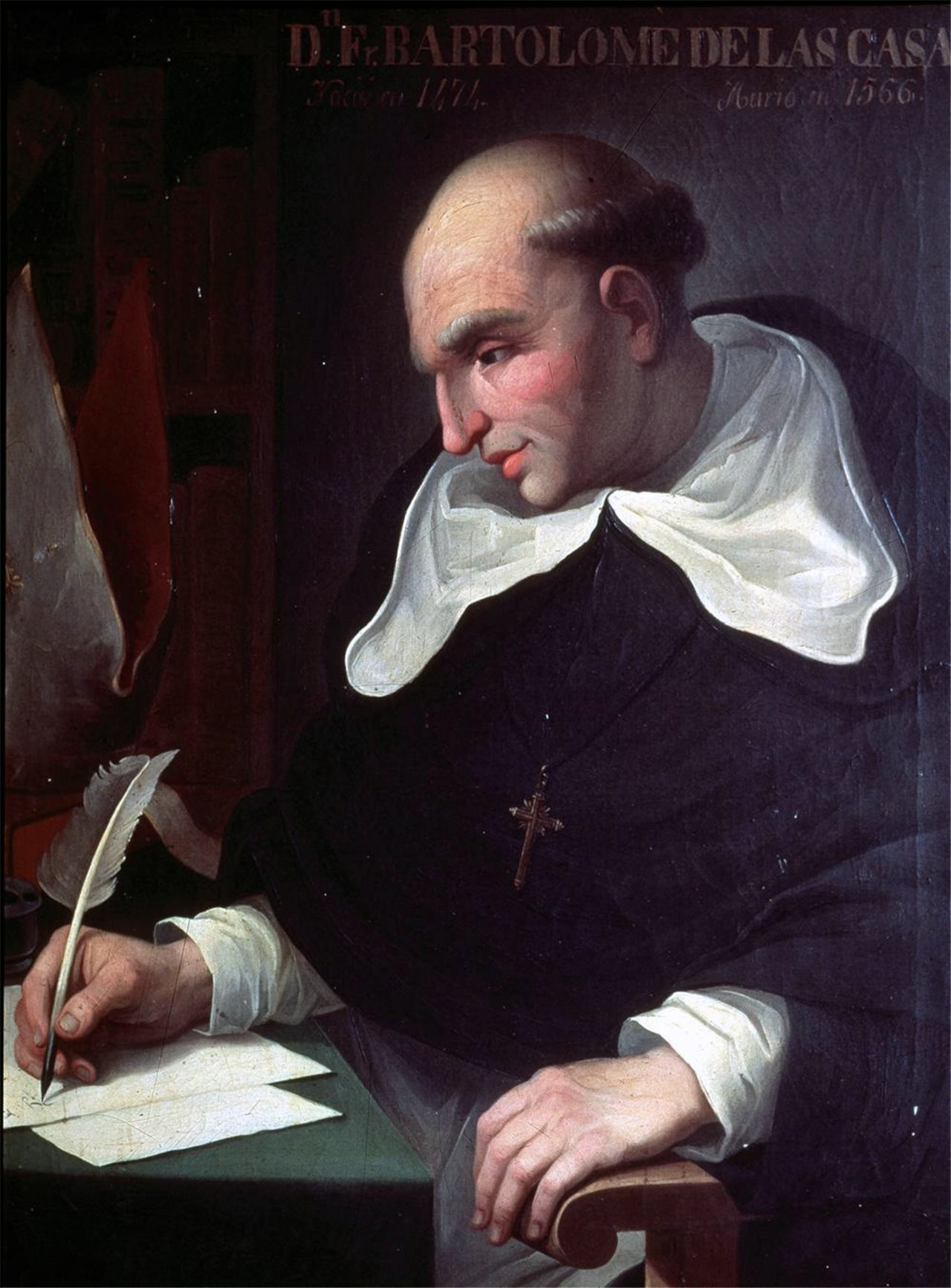
Bartolomé de Las Casas, autor de la Breu relació de la destrucció de les Índies

Brevíssima relació de la destrucció de les Índies (en castellà: Brevísima relación de la destrucción de las Indias) és un informe que el monjo de l'orde dels Predicadors Bartolomé de las Casas va començar a redactar mig segle després de l'arribada dels espanyols a Amèrica.

## Descripció
L'obra fou dedicada al príncep Felip, que va ser posteriorment el rei Felip II d'Espanya, encarregat pel rei Carles V, el seu pare. Las Casas va voler que el futur rei d'Espanya conegués les injustícies que feien els espanyols a Amèrica.
Als volts de l'any 1539, las Casas va començar a Mèxic la redacció de la Destrucció de les Índies. El 1542, estant a Espanya, va acabar-ne una primera redacció. Un resum de l'obra sembla que li va ser llegit al rei Carles I i després públicament a la Comissió de Valladolid, que van donar lloc a les Lleis d'Índies. L'any 1546, després del fracàs d'aquestes lleis, va afegir-hi algun comentari més.
Després, el 1547, la va augmentar amb alguns paràgrafs i va intentar imprimir-ne una versió molt retocada usant el pseudònim: Istoria sumària i relació brevíssima i veritable del que va veure i va escriure el reverend pare fra Bartolomé de la Penya. El 1552, va imprimir-ne a Sevilla, a la impremta de Sebastián Trugillo i sense passar per censura prèvia, la versió primera, de nou ampliada amb informació recent: Brevíssima relació de la destrucció de les Índies. De la primera Brevíssima es conserva un manuscrit hològraf en l'Arxiu Històric de la Província dels Dominics d'Aragó, a València.
L'obra comença amb una dedicatòria al príncep Felip, futur rei Felip II, i acaba amb aquest paràgraf: «I amb color que serveixen al rei els espanyols a Amèrica, deshonren Déu i roben i destrueixen el rei».

## Censura
Des de principis del segle xvi, les lleis censores obligaven a supervisar els llibres abans que s'imprimissin i atorgaven facultat plena als censors perquè els corregissin d'acord amb els interessos polítics i religiosos de la corona espanyola. Aquest va ser el cas de tots els llibres que tractaven el tema d'Amèrica:
En la Reial Cèdula del 21 setembre de 1556, es prohibeix explícitament la impressió de llibres que tractin d'Amèrica sense llicència especial del Consell del Regne; així mateix, se n'ordena la recollida dels que ja circulin i es castiga durament els llibreters que els continuïn venent.
En un primer moment, las Casas no va patir les conseqüències per haver publicat la Brevíssima. Aquest llibre no va ser censurat a Espanya i va poder circular lliurement, potser pel respecte que la corona espanyola tenia al seu autor. Fins a mitjans de 1551 van governar com a regents Maria d'Àustria, la filla gran de Carles I, i el seu marit Maximilià II d'Habsburg, el futur emperador del Sacre Imperi Romanogermànic), monarques que simpatitzaven amb les idees de Bartolomé de las Casas. Va ser només quatre anys després, quan va pujar al tron Felip II i davant l'hostilitat que l'obra va despertar entre els castellans d'ambdós costats de l'Atlàntic, que va manar recollir totes les obres que no portessin llicència reial expressa.

## Testimoni dels abusos a Amèrica
Com a testimoni, narra la conquesta i les conseqüències per a la població indígena de la dominació espanyola:
"Després d'acabades les guerres i les seves morts, tots els homes, quedant sobretot joves i dones i nens, se'ls van repartir entre si [els espanyols], donant a l'un trenta, a l'altre quaranta, a un altre cent o dos-cents (segons la gràcia que cadascú havia aconseguit del tirà major, a qui deien governador). I així repartits entre els cristians, eren donats amb aquesta condició: que se'ls ensenyés en les coses de la fe catòlica; sent generalment tots ells [els cristians o espanyols] idiotes i homes cruels, avariciosos i viciosos, havien de tenir cura de les ànimes [dels natius]. I la cura o atenció que d'ells van tenir va ser enviar els homes a les mines a treure or, que és una feina intolerable, i les dones les tenien a les estances, que són granges, a cavar per llaurar i cultivar la terra, [que és feina] per a homes molt forts. No donaven als uns ni a les altres cap altre menjar que herbes i coses sense substància; se'ls assecava la llet dels pits a les dones que havien infantat i així van morir en poc temps totes les criatures. I com que els marits estaven separats, i mai no podien veure les dones, va cessar entre ells la procreació; moriren ells a les mines, per la feina i la gana, i elles a les estances o granges, del mateix, i així es va extingir tanta i tal multitud de gent d'aquella illa [L'Espanyola]; i així haurien pogut acabar totes les del món. Assenyalar els pesos que els obligaven a carregar, de tres i quatre arroves, perquè sempre els van fer servir com a bèsties de càrrega. Tenien ferides a les espatlles de les càrregues, com animals maltractats; i també les pallisses, bastonades, cops de puny, malediccions i altres mil formes de turment a què eren sotmesos mentre treballaven [...].
I cal dir que la perdició d'aquestes illes i terres va començar quan allà es va saber la mort de la sereníssima reina Doña Isabel, que va ser l'any de mil cinc-cents quatre, perquè fins llavors només en aquesta illa s'havien destruït algunes províncies per guerres injustes, però no del tot".